# Петропавловск (компания)
Группа компаний «Петропавловск» (англ. Petropavlovsk PLC) — одна из крупнейших горнодобывающих и золотодобывающих холдинговых компаний в России. Компания зарегистрирована в Великобритании, головной офис расположен в Лондоне, группа имеет офисы в Москве и Благовещенске, основные активы находятся в России преимущественно в Амурской области. Акции компании входят в расчёт индексов FTSE 250 и FTSE Gold mining (по лидерам золотодобывающей отрасли).
До 2008 года (до воссоединения с компанией Ариком — англ. Aricom PLC) носила название англ. Peter Hambro Mining PLC.
После банкротства, 18 июля 2022 г. Аллистер Мэнсон, Джоан Роллс и Тревор Биньон из компании Opus Restructuring LLP были назначены внешними управляющими компании Petropavlovsk PLC. Весной 2023 года, после ребрендинга, название компании было был изменено на «Атлас Майнинг».

## Акционеры
Акции компании на август 2020 года были распределены следующим образом:
- ГК «Южуралзолото» – 24.34%
- Prosperity Capital Management Limited – 11.59%
- Everest Alliance Limited (CABS Platform Limited) – 6.44%
- The Russian Prosperity Fund – 6.10%
- Slevin Ltd — 3.85%
- Societe Generale SA – 0.47%
- Bonum Capital – 2.98%[10]

## Руководство
Председатель Совета директоров — Г-н Джеймс В. Камерон младший.
Состав совета директоров:
- Михаил Иржевский (неисполнительный директор)[12].
- Евгений Потапов (неисполнительный директор)[13].
- Шарлотта Филипс (независимый неисполнительный директор)
- Наталья Яковлева (независимый неисполнительный директор)[14].

Генеральный директор — Денис Александров.
В январе 2022 года ушёл из жизни независимый неисполнительный директор компании Малай Мукхерджи.

## История

### Создание компании
Группа ведёт историю с компании «Покровский рудник», основанной в 1994 году россиянином Павлом Масловским и его британским партнером Питером Хамбро (англ.).
В 1999 году на «Покровском руднике» было получено первое золото методом кучного выщелачивания.
В 2002 году был запущен первый гидрометаллургический завод «Петропавловска» на «Покровском руднике». В Амурской области началась крупная промышленная добыча рудного золота. До этого времени здесь в основном разрабатывались россыпные месторождения.
В 2002 году Petropavlovsk PLC стала первой российской золотодобывающей компанией разместившей свои акции на Лондонской фондовой бирже, выручив 1,3 млрд долларов США.
В октябре 2004 года увеличена мощность завода на «Покровском руднике», что позволило перерабатывать 1,5 миллионов тонн руды ежегодно.
В 2006 году к группе присоединился ведущий научно-проектный институт в области металлургии золота — «Иргиредмет»
На руднике «Пионер» начал работу горно-гидрометаллургический комбинат. В течение трех кварталов, до 31 декабря 2008 года, было произведено 72 920 унций золота. Компания отмечена премией Minex за успешную разведку, строительство и запуск производства на месторождении Пионер.
1 июля 2008 года было объявлено о создании группы компаний «Петропавловск» (англ. Petropavlovsk PLC) на базе англ. Peter Hambro Mining PLC и Ариком.
1 октября 2008 года в городе Зея (Амурская область), «Петропавловск» открывает Покровский горный колледж, который готовит специалистов для компании.
В 2009 году компания открыла опытно-промышленный завод в Благовещенске.
В апреле 2010 года группа запустила проект по созданию горно-металлургического кластера (ГМК) в Амурской и Еврейской автономной областях.
В ноябре 2011 года было объявлено о начале эксплуатации золотого горно-гидрометаллургического комбината (ГГМК) «Албын» в Амурской области. Запасы золота на Албынском месторождении оцениваются в 19,2 млн тонн руды со средним содержанием золота 2 грамма на тонну.
В марте 2012 года «Петропавловск — Черная Металлургия» стала первой и единственной железорудной компанией на Дальнем Востоке, первой горнодобывающей компанией в Амурской области и Еврейской автономной области, внедрившей систему экологического менеджмента, которая успешно прошла оценку со стороны AFNOR Certification на соответствие международному стандарту ISO 14001:2004.
В 2014 году группа «Петропавловск» инвестировала в проекты в сфере золотодобычи более 5 млрд рублей. Основные средства были направлены на создание высокотехнологичного Покровского автоклавно-гидрометаллургического комплекса, расширение хвостохранилищ на Пионере и Албыне, а также на геологоразведку.
В 2014 году «Петропавловск» подтвердил открытие нового месторождения — Афанасьевская, в Селемджинском районе Амурской области. Ресурсная база месторождения-спутника Албынского рудника, по предварительной оценке, составляет около 40 тонн золота.
В 2015 году проект создания предприятий по добыче и переработке золота в Селемджинском районе Амурской области Группы «Петропавловск» вошел в числе шести ключевых инвестиционных проектов на Дальнем Востоке, которые реализуются с государственным участием (Перечень утвержден Распоряжением Правительства РФ от 23 марта 2015 года № 484-р).
В декабре 2018 года на Покровском автоклавно-гидрометаллургическом комбинате (ПАГК) с опережением графика начала работать первая из четырех автоклавных линий. После запуска четырех автоклавов ПАГК станет самым крупным автоклавным производством в сфере металлургии золота в России. Объем переработки флотационного концентрата на четырех установленных автоклавах составит до 500 тыс. т в год.
Первый слиток Доре (вес 0,6Koz) отлит 21 декабря 2018 года. В настоящее время работают и достигли проектной мощности две автоклавные линии.
3 сентября 2019 года в ходе V Восточного экономического форума во Владивостоке запущены третий и четвертый автоклавы Покровского автоклавно-гидрометаллургического комбината (ПАГК). Команду на пуск в формате видеоконференцсвязи дал вице-премьер Правительства РФ, полномочный представитель Президента РФ в ДФО Юрий Трутнев. 
25 июня 2020 года акции Petropavlovsk PLC начали торговаться на Московской бирже (торговый код – POGR). Акции включены в котировальный список первого уровня.
В 4 квартале 2020 года компания планирует запуск флотационной фабрики на Пионере, которая позволит увеличить объем переработки руды с собственных месторождений с 3,6 до 7,2 млн т в год.
В 2020 году «Петропавловск», как ожидается, начнет разработку Эльгинского месторождения золота в Амурской области. Оно станет ресурсной базой для ГГМК «Албын».
В декабре 2021 года «Петропавловск» продала свою долю 31,1% в железнорудной компании “IRC Limited” инвестгруппе Stocken Board и (29,9%) и группе United Capital Partners Ильи Щербовича (1,2%). Первая, в свою очередь, перепродала купленную долю Газпромбанку (24,07%) через Cerisier Ventures Limited и Дмитрию Бакатину (5,79%) через Major Mining Partner (CY) Limited.

## Деятельность
Основным видом деятельности ГК «Петропавловск» является добыча золота.
C 1994 года ГК «Петропавловск» собственными силами построила и запустила в  Амурской области четыре современных предприятия, которые произвели за время работы 6,8 млн тройских унций золота.
По итогам 2017 года ГК «Петропавловск» произвела 440 тысяч тройских унций золота.
Входящая в состав ГК «Петропавловск» IRC Ltd. ведет создание в Приамурье комплекса предприятий черной металлургии, связанных с глубокой переработкой местного железорудного сырья со всей энергетической, транспортной и социальной инфраструктурой. Ресурсную базу производственного комплекса составят Куранахское и Гаринское месторождение, а также месторождение Большой Сейм в Амурской области; Кимканское, Сутарское и Костеньгинское месторождения в ЕАО. Комплекс черной металлургии составят предприятия: Олекминский ГОК, Гаринский ГОК, Кимкано-Сутарский комбинат.
В 2010 году ГК «Петропавловск» создан одноимённый Фонд поддержки социально-ориентированных проектов и программ Архивная копия от 19 августа 2014 на Wayback Machine. Деятельность фонда «Петропавловск» направлена на повышение социально-экономического, культурного и научного потенциала Дальнего Востока и Забайкалья, содействие социально-экономическому, культурному развитию этого региона. По итогам 2012 года ГК «Петропавловск» вошла в первую десятку рейтинга корпоративной благотворительности в России (организаторы — газета «Ведомости», международная аудиторская компания PwC, Форум Доноров). В 2015 году один из центральных проектов Фонда "Петропавловск" - Албазинская археологическая экспедиция, получил грант Русского Географического общества на свои исследования. Сертификат начальнику экспедиции, учёному секретарю Фонда "Петропавловск" Андрею Черкасову вручал лично Президент Российской Федерации Владимир Путин.
Выручка компании в 2020 году составила 70,6 млрд рублей.
В 2022 году Petropavlovsk объявил о продаже российских активов Уральской горно-металлургической компании (УГМК).

## Санкции
В 2022 году ГК Petropavlovsk, в результате санкций в ответ на российское вторжение на Украину, попала в санкционные списки западных стран. В компании ввели внешнее управление, акции компании рухнули и были делистингованы с торговых площадок. В июле 2022 года компания запустила процедуру банкротства.
20 мая 2025 года компания включена в санкционный список стран Евросоюза как компания, «работающая в российском золотодобывающем секторе, который обеспечивает значительный доход Правительству РФ».

## Корпоративный конфликт 2020 года
30 июня ежегодное собрание акционеров «Петропавловск» не переизбрало в Совет директоров основателя компании и на тот момент генерального директора Павла Масловского, который руководил «Петропавловском» с момента создания в 1994 году и ещё шестерых человек. По мнению прежнего Совета директоров, акционеры действовали в сговоре с целью захвата управления в компании. Крупные акционеры «Петропавловск» настояли на проведении внеочередного общего собрания.
10 августа на внеочередном общем собрании, на котором настаивали крупные акционеры «Петропавловск», кандидатура Павла Масловского вновь не была поддержана. В результате от руководства компанией была отстранена вся команда менеджеров, также компанию покинул её основатель Павел Масловский.
Крупнейший акционер «Петропавловск», компания «Южуралзолото», в комментариях СМИ заявила, что для управления компанией привлечёт «новый, совершенно независимый менеджмент».
17 августа Совет директоров назначил Максима Мещерякова временно исполняющим обязанности генерального директора Petropavlovsk PLC. По данным СМИ Максим Мещеряков является выходцем из фонда Bonum Capital (владеет 2.98% акций «Петропавловска») Мурата Алиева, бывшего топ-менеджера в структурах миллиардера Сулеймана Керимова.
24 августа профсоюз трудового коллектива предприятий, входящих в Группу «Петропавловск», направил открытое письмо Совету директоров компании Petropavlovsk PLC, в котором заявил о категорическом неприятии кандидатуры «некомпетентного нового директора М.Г.Мещерякова».
Сомнения в компетентности и независимости нового временного генерального директора М. Мещерякова выразили руководители рудников и сотрудники управляющей компании Petropavlovsk, которые направили письмо совету директоров с просьбой раскрыть дополнительную информацию о временном генеральном директоре Petropavlovsk PLC.
26 августа конфликт перешёл в силовую стадию.
Утром 26 августа около 15 граждан спортивного вида, назвавших себя «уральскими спортсменами», во главе с человеком, представившимся Максимом Мещеряковым, ворвались в здание офиса АО «Покровский рудник» (Petropavlovsk PLC владеет около 20% дочернего предприятия ), на Рубцовом переулке в Москве. Отказавшись предоставить документы по требованию охраны, гости перепрыгнули через турникеты, проникли в здание и заняли помещение, заблокировав вход.
Оказавшись внутри офиса, спутники М. Мещерякова вели «себя грубо и по-хамски по отношению к сотрудникам: стучали по дверям кабинетов, кричали, применяли физическую силу и оскорбляли людей».
В ночь с 27 на 28 августа в ходе спецоперации сотрудники полиции взяли под контроль офис АО «Покровский рудник». Захватчиков силовики вывели из здания.
В  результате пребывания группы лиц во главе с М. Мещеряковым в здании офиса АО «Покровский рудник» в Москве наибольший ущерб причинён информационной инфраструктуре офиса: похищены резервные копии данных, украдена внутренняя служебная информация и информация, составляющая коммерческую тайну (финансовые, бухгалтерские документы, документы отдела кадров), полностью безвозвратно уничтожена вся информация на компьютерах многих сотрудников офиса. Значительный ущерб причинён имуществу: двери некоторых кабинетов были выломаны силой, по полу разбросаны папки с документами и бумаги, в отдельных кабинетах перевёрнута мебель, разбросаны личные вещи сотрудников, на столах следы пепла.
Следственный комитет России возбудил уголовное дело по факту действия Максима Мещерякова и группы лиц. Уголовное дело открыто по статьям о самоуправстве и о краже с незаконным проникновением (ст. 330 Уголовного кодекса РФ). В марте 2021 года уголовное дело в отношении Максима Мещерякова было прекращено.
В СМИ действия М. Мещерякова и группы «уральских спортсменов» в его сопровождении называют «современными рейдерами», а незаконное проникновение в здание АО «Покровский рудник» в Москве «рейдерским захватом активов».

### Позиции сторон
По мнению юридической службы АО «Покровский рудник» (является дочерним предприятием Petropavlovsk PLC) «здание, расположенное по адресу: г. Москва, Рубцов переулок, дом 13, принадлежит АО «Покровский рудник» на праве собственности.  Согласно выпискам из ЕГРЮЛ Максим Геогриевич Мещеряков не является директором АО «Покровский рудник». Законно назначенный совет директоров АО «Покровский рудник» не назначал М. Г. Мещерякова в качестве единоличного исполнительного органа. Сменить директоров АО «Покровский рудник» законным путём было невозможно, так как для смены директоров требовались оригиналы учредительных документов, которые находятся в распоряжении общества и третьим лицам не передавались. Никакие доверенности на имя М. Г. Мещерякова не выдавались. Таким образом, у него нет прав распоряжаться имуществом организации и давать распоряжения её сотрудникам».
В свою очередь Совет директоров Petropavlovsk PLC заявил, что «Г-н Мещеряков пользуется полным доверием Совета. Совет директоров рад сообщить, что под руководством г-на Мещерякова горнодобывающие предприятия группы продолжают нормально функционировать. […] Руководитель, совместно с Правлением, работает над внедрением надёжной и прозрачной системы контроля в Группе».

## Дочерние и аффилированные общества и предприятия
- АО «Покровский рудник» — золотодобывающая компания[2][5]:
  - Горно-гидрометаллургический комбинат (ГГМК) «Пионер»[5].
- ООО «Маломырский рудник»[63].
- ООО «Албынский рудник»[63]
- ООО «Осипкан»[63]
- ООО «Токурский рудник»[63]
- ООО «Рудоперспектива»[63]
- ООО «Теми»[63]
- ООО «Олекминский рудник» (банкрот)[64].
- ООО «Гаринский ГМК»[5][64].
- ООО «Кимкано-Сутарский ГОК»[5][64].
- ООО «Уралмайнинг»[64].
- ООО «Капстрой»[5][64].
- ООО «Регис»[5][64].
- ЗАО «Дальгеология»[5][64].
- ОАО «ИПГРП „Гипроруда“»[5][64].
- ОАО «Иргиредмет»[5][64].
- ООО «НИЦ „Гидрометаллургия“»[5][64].
- ЗАО «ПХМ Инжиниринг»[5][64].
- ООО «АВТ-Амур»[63]
- ООО «Транзит»[63]
- ЧНПОУ «Покровский горный колледж»[63]
- Фонд «Петропавловск»[5].
- ЗАО УК «Петропавловск»[2].
- IRC Limited[63]
- ООО «Петропавловск-Черная Металлургия»[63]